# Enrico Agileo
Enrico Agileo (Bois-le-Duc, 1533 – aprile 1595) è stato un giurista francese.
Deputato agli Stati Generali, divenne celebre per aver tradotto il Nomocanone di Fozio di Costantinopoli (1561).